# Félix Barrière
Pour les articles homonymes, voir Barrière.
Félix Barrière né le 1er mars 1883 à Saint-Jean d'Iberville et mort le 31 octobre 1957 est un éditeur et collectionneur de photographies canadien, propriétaire de divers journaux et publications dans son pays et aux États-Unis.

## Biographie
Félix Barrière est le fils de Louis-Félix Barrière, ancien négociant et voyageur de commerce, et de Alexina Gamache. Il reçoit son éducation élémentaire chez les Frères des écoles chrétiennes et collégiale à l'International Business College.
Tout au long de ses trente années de carrière, il collectionne des photographies de la fin du XVIIIe, début XIXe siècle portant principalement sur les commerces et épiceries des quartiers de Montréal, le patrimoine religieux de plusieurs villes du Québec.
Le fonds d'archives Félix Barrière, riche de 2 979 épreuves photographiques récoltées au cours de sa carrière, est préservé à Bibliothèque et Archives nationales du Québec sous la cote P748,S1 du catalogue Pistard.